# NFL sezona 1929.
NFL sezona 1929. je 10. po redu sezona nacionalne lige američkog nogometa.
U sezoni 1929. se ponovno natjecalo 12 momčadi. U ligu ulaze Staten Island Stapletonsi, Orange Tornadoesi i Minneapolis Red Jacketsi, a nakon sezone pauziranja vraćaju se i Buffalo Bisonsi. Iz lige odlaze New York Yankeesi i Detroit Wolverinesi, a Pottsville Maroonsi postaju Boston Bulldogsi. Sezona je počela 22. rujna, a završila je 15. prosinca 1929. Prvacima je proglašena momčad Green Bay Packersa.

## Poredak na kraju sezone
| Momčad                   | Pob | Por | Ner | %     |
| ------------------------ | --- | --- | --- | ----- |
| Green Bay Packers*       | 12  | 0   | 1   | 100,0 |
| New York Giants          | 13  | 1   | 1   | 92,9  |
| Frankford Yellow Jackets | 10  | 4   | 5   | 71,4  |
| Chicago Cardinals        | 6   | 6   | 1   | 50,0  |
| Boston Bulldogs          | 4   | 4   | 0   | 50,0  |
| Staten Island Stapletons | 3   | 4   | 3   | 42,9  |
| Providence Steam Roller  | 4   | 6   | 2   | 40,0  |
| Orange Tornadoes         | 3   | 5   | 4   | 37,5  |
| Chicago Bears            | 4   | 9   | 2   | 30,8  |
| Buffalo Bisons           | 1   | 7   | 1   | 12,5  |
| Minneapolis Red Jackets  | 1   | 9   | 0   | 10,0  |
| Dayton Triangles         | 0   | 6   | 0   | 0,0   |

Napomena: * - proglašeni prvacima, % - postotak pobjeda

## Vanjske poveznice
- Pro-Football-Reference.com, statistika sezone 1929. u NFL-u